# Överkalix landskommun
Överkalix landskommun var en tidigare kommun i Norrbottens län. 

## Administrativ historik
Överkalix landskommun inrättades den 1 januari 1863 i Överkalix socken  i Norrbotten när 1862 års kommunalförordningar trädde i kraft. Den 3 juni 1870 fördes en del av landskommunen till då nybildade Korpilombolo landskommun.
Kommunreformen 1952 påverkade inte indelningarna i området, då varken Västerbottens eller Norrbottens län berördes av reformen. Vid kommunreformen 1971 bildades Överkalix kommun av Överkalix landskommun.

### Kyrklig tillhörighet
I kyrkligt hänseende tillhörde kommunen Överkalix församling, som var sedan 1939 uppdelad i två kyrkobokföringsdistrikt: Överkalix nedre kbfd och Överkalix övre kbfd.

## Kommunvapnet
Blasonering: I fält av silver en upprest svart björn med beväring av guld, och med en yxa av guld i högra framramen.
Ett sockensigill från 1700-talet ligger till grund för vapnet, som utformades och fastställdes 1944.

## Geografi
Överkalix landskommun omfattade den 1 januari 1952 en areal av 2 931,00 km², varav 2 779,00 km² land.

### Tätorter i kommunen 1960
| Tätort       | Folkmängd |
| ------------ | --------- |
| Svartbyn     | 589c      |
| Överkalix    | 559d      |
| Vännäsberget | 316       |
| Gyljen       | 309a      |
| Tallvik      | 298       |
| Jokk         | 294       |
| Lansjärv     | 277b      |
| Grelsbyn     | 228       |

Tätortsgraden i kommunen var den 1 november 1960 33,4 procent.

## Politik

### Mandatfördelning i Överkalix landskommun 1938–1966
| 9 | 12 | 9 |

| 29 |

| 6 | 16 | 5 |  | 2 |

| 30 |

| 9 | 15 | 4 |  |  |

| 30 |

| 6 | 16 | 5 | 2 |  |

| 30 |

| 5 | 17 | 4 | 2 | 2 |

| 30 |

| 5 | 18 | 4 |  | 2 |

| 29 |

| 5 | 17 | 5 |  | 2 |

| 27 |

| 5 | 13 | 6 | 4 |  |  |

| 27 |